# 前橋市立桃川小学校
前橋市立桃川小学校（まえばししりつ ももかわしょうがっこう）は、群馬県前橋市荒牧町にある公立小学校。

## 沿革
- 明治6年（1873年）12月 - 日輪寺を仮校舎として桃川小学校開校[1]。
- 明治8年（1875年）9月 - 小出小学校を合併する[2]。
- 明治9年（1876年）2月 - 小出小学校を分離[2]。
- 明治11年（1878年）1月 - 小出小学校を合併[1][2]。
- 明治12年（1879年）1月 - 小出小学校を分離[1][2]。
- 明治16年（1883年）4月 - 日輪寺に新校舎落成[1][2]。
- 明治18年（1885年）3月 - 桃川学校を本校とし横室・田口を分校とする[1]。
- 明治19年（1886年）3月 - 桃川尋常小学校となる[1][2]。
- 明治20年（1887年）7月 - 桃川尋常高等小学校となる[1][2]。
- 明治22年（1889年）4月 - 横室分校（現・前橋市立原小学校）を分離、小出小学校を合併[1][2]。
- 昭和16年（1941年）4月 - 勢多郡南橘村桃川国民学校となる[1]。
- 昭和22年（1947年）4月 - 群馬県勢多郡南橘村立桃川小学校となる[1]。
- 昭和29年（1954年）9月1日 - 前橋市との合併により前橋市立桃川小学校となる。
- 昭和47年（1972年）4月 - 新校歌制定。

## 所在地
群馬県前橋市荒牧町514番地

## 学区
- 上小出町二丁目の一部（国道17号線以東）[3]
- 上小出町三丁目の一部（国道17号線以東）
- 龍蔵寺町の一部
- 青柳町の一部
- 荒牧町の一部（国道17号線以東）
- 日輪寺町
- 川端町
- 南橘町
- 田口町の一部（国道17号線以東）
- 関根町の一部（国道17号線以東）